# Olympische Winterspiele 2022/Teilnehmer (Mexiko)
| Gelbes Symbol für Goldmedaillen mit stilisierten Olympischen Ringen | Graues Symbol für Silbermedaillen mit stilisierten Olympischen Ringen | Braundes Symbol für Bronzemedaillen mit stilisierten Olympischen Ringen |
| ------------------------------------------------------------------- | --------------------------------------------------------------------- | ----------------------------------------------------------------------- |
| —                                                                   | —                                                                     | —                                                                       |

Mexiko nahm an den Olympischen Winterspielen 2022 in Peking mit vier Athleten, davon drei Männer und eine Frau, in drei Sportarten teil. Es war die zehnte Teilnahme des Landes an Olympischen Winterspielen.
Die Skirennläuferin Sarah Schleper de Gaxiola und der Eiskunstläufer Donovan Carrillo waren die Fahnenträger bei der Eröffnungsfeier.

## Teilnehmer nach Sportarten

### Eiskunstlauf
| Athlet           | Wettbewerbe | Kurzprogramm | Kurzprogramm | Kür    | Kür  | Gesamt | Gesamt |
| Athlet           | Wettbewerbe | Punkte       | Rang         | Punkte | Rang | Punkte | Rang   |
| ---------------- | ----------- | ------------ | ------------ | ------ | ---- | ------ | ------ |
| Männer           |             |              |              |        |      |        |        |
| Donovan Carrillo | Einzel      | 79,69        | 19           | 138,44 | 22   | 218,13 | 22     |

### Skilanglauf
| Athleten             | Wettbewerbe     | Zeit        | Rang |
| -------------------- | --------------- | ----------- | ---- |
| Männer               |                 |             |      |
| Jonathan Soto Moreno | 15 km Klassisch | 53:30,0 min | 94   |

### Ski Alpin
| Athleten                  | Wettbewerbe  | 1. Lauf     | 1. Lauf | 2. Lauf     | 2. Lauf | Gesamt      | Gesamt |
| Athleten                  | Wettbewerbe  | Zeit        | Rang    | Zeit        | Rang    | Zeit        | Rang   |
| ------------------------- | ------------ | ----------- | ------- | ----------- | ------- | ----------- | ------ |
| Frauen                    |              |             |         |             |         |             |        |
| Sarah Schleper de Gaxiola | Super-G      | —           | —       | —           | —       | 1:18,17 min | 35     |
| Sarah Schleper de Gaxiola | Riesenslalom | 1:06,42 min | 47      | 1:05,53 min | 36      | 2:11,95 min | 37     |
| Männer                    |              |             |         |             |         |             |        |
| Rodolfo Dickson           | Riesenslalom | 1:17,32 min | 43      | 1:17,27 min | 32      | 2:34,59 min | 35     |